# Special Envoy
Special Envoy  (1980 - 2010) est un cheval de sport irlandais monté par Rodrigo Pessoa. Il a remporté de nombreuses compétitions internationales en saut d'obstacles. Il toise 1,70 m.
Special Envoy a d'abord concouru avec succès en tant que jeune cheval en Irlande avec Marion Hughes, qui est également en relation avec son éleveur. Il a ensuite été vendu par le père de Marion, Seamus Hughes, à Nelson Pessoa. Nelson a eu beaucoup de succès avec ce cheval avant de le confier à son fils Rodrigo

## Palmarès
- 1991 FEI Finale de Coupe du Monde, Göteborg - 2e avec Nelson Pessoa
- 1992 Jeux Olympiques, Barcelone[2] - 9e avec Rodrigo Pessoa
- 1994 Jeux Équestres mondiaux - 4e de l'équipe du Brésil et 8e avec Rodrigo Pessoa
- 1995 Jeux panaméricains, Mar del Plata - médaille d'or par équipe
- 1996 Finale de la Coupe du Monde FEI, Genève - 4e